# Isidor Straus

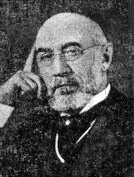
Isidor Straus

Isidor Straus (Otterberg, 6 februari 1845 — Atlantische Oceaan, 15 april 1912) was een Duits/Amerikaans zakenman en mede-eigenaar van de warenhuisketen Macy's. Tevens was hij een lid van het Amerikaanse Huis van Afgevaardigden.
Straus werd in Duitsland geboren als zoon van Lazarus Straus (1809 - 1898) en diens echtgenote Sara (1823 - 1876). In 1853 verhuisde de familie naar de Verenigde Staten. Na de Amerikaanse Burgeroorlog vestigde Straus zich in New York. Hier bouwde hij Macy's.
Straus trouwde in 1871 met Rosalie Ida Blun. Tussen 1872 en 1886 kregen ze zeven kinderen. Hij was van 30 januari 1894 tot en met 3 maart 1895 lid van het Huis van Afgevaardigden.
Straus wordt wellicht het best herinnerd als passagier van de RMS Titanic. Toen deze op de nacht van 14 april 1912 een ijsberg raakte, weigerde zijn vrouw Ida in een reddingsboot te stappen. De bemanning gaf de twee in eerste instantie toestemming om in een sloep te stappen, maar Isidor weigerde en gaf zijn plek op aan de dienstmeid van zijn vrouw. Straus en zijn echtgenote kwamen die nacht allebei om het leven.